# Ideonella sakaiensis
A Ideonella sakaiensis é uma bactéria gram-negativa do gênero Ideonella que decompõe o plástico utilizando duas enzimas para hidrolisar o PET e uma de reação primária intermédia, que eventualmente gera blocos de construção básicos para o crescimento do organismo.  Cientistas esperam desenvolver uma tecnologia, usando o sistema CRISPR, para lidar com os 342 milhões de toneladas de PET desperdiçados, que são produzidos a cada ano em todo o mundo.